# Сельпя-Велика
Сельпя-Велика (пол. Sielpia Wielka) — село в Польщі, у гміні Конське Конецького повіту Свентокшиського воєводства.
Населення — 163 особи (2011).
У 1975-1998 роках село належало до Келецького воєводства.

## Демографія
Демографічна структура на день 31 березня 2011 року:
|          | Загалом | Допрацездатний вік | Працездатний вік | Постпрацездатний вік |
| -------- | ------- | ------------------ | ---------------- | -------------------- |
| Чоловіки | 78      | 19                 | 55               | 4                    |
| Жінки    | 85      | 14                 | 51               | 20                   |
| Разом    | 163     | 33                 | 106              | 24                   |